# 息陬镇
息陬镇，是中华人民共和国山东省曲阜市下辖的一个镇，在鲁城街道东南。西邻小雪镇，东邻南辛镇。距市区8公里，面积59平方公里，总人口48755人。现辖4个管区（分别是息陬管区、张曲管区、夏侯管区、夏宋管区），27个村民居委会（息陬东、息陬西、息陬南、息陬北、郭庄、东陬、步家庄、杜家庄、大辛庄、冷家庄、一张曲、二张曲、三张曲、四张曲、店子、杨辛庄、东终吉、西终吉、小终吉、东夏侯、西夏侯、蒋家夏侯、曹家夏侯、大峪、小峪、柴家峪、刘家庄、夏宋南、夏宋北、夏宋西、南元疃、中元疃、北元疃）。2010年，息陬乡改为息陬镇。
息陬相传是孔子作《春秋》处。

## 人口
2010年中国第六次人口普查时，息陬镇共有人口47364人。共有家庭12955户，平均每户3.65人。14岁以下的少年儿童共7444人，占总人口15.71%；15-64岁人口共35188人，占总人口74.29%；65岁及以上的老年人共4732人，占总人口的9.990%。男性共计23859人，占总人口50.37%；女性共计23505人，占总人口49.62%。本地居住的人口中，拥有本地户籍的人口为46791人，占98.79%。